# Смит, Рэган
Рэган Элизабет Смит  (англ. Ragan Elizabeth Smith; род. 8 августа 2000) —  американская  гимнастка.   Она является национальной чемпионкой США в многоборье 2017 года и была запасным членом  олимпийской сборной в 2016 году.
Смит родилась в   Джорджии в семье Майкла и Кэрри Смитов. У неё есть два младших брата. Мать Рэган была тренером по гимнастике. Смит начала заниматься гимнастикой в 2004 году. Семья прожила шесть лет в Луисвилле, штат Техас, а сейчас живёт в Нормане, штат Оклахома.
20 августа 2017 года Смит выиграла чемпионат США по спортивной гимнастике в многоборье с двухдневным общим счётом 115,250 баллов, опередив серебряного призёра Джордан  Чилес более чем на три очка. Она также заняла первое место в вольных упражнениях, первое на бревне   и третье в брусьях, уступив  Райли Маккаскер и Эштон Локлир.
С 2014 года она входит в  состав национальной сборной. В  2018 году она была запасной в команде, взявшей золото ЧМ. 